# جیمز دین (بازیکن فوتبال)
جیمز دین (انگلیسی: James Dean; ۱۵ مهٔ ۱۹۸۵ – مه ۲۰۲۱ (aged 35)) بازیکن فوتبال بود.